# Pont de Léonard
Le pont de Léonard est un pont d'une seule travée conçu par Léonard de Vinci en 1502, dans le cadre d'un projet de génie civil à la Corne d'Or à Constantinople, pour le sultan ottoman Bajazet II. Le pont avait alors été imaginé en pierre et devait enjamber la Corne d'Or. Plus tard, un autre pont a été construit à cet endroit, le Pont de Galata.

## Histoire
Le projet n'aboutit jamais car, avec la portée initiale (240 m) prévue par Léonard de Vinci, il aurait été, à cette époque, le pont le plus long du monde. Le sultan le considérait irréalisable. Pendant cinq cents ans, le « pont de Léonard » resta un tout petit dessin dans les cahiers volumineux du génie.
Malgré la découverte, en 1952, dans les archives nationales d’Istanbul à Topkapi, de la lettre de Léonard au sultan Bajazet II décrivant son projet « d'un pont entre Galata et Istanbul », le projet ne fut pas relancé, jusqu’à ce qu'en 1995, un artiste norvégien contemporain, Vebjørn Sand (en), voie le croquis dans une exposition des dessins industriels de Léonard de Vinci. Enchanté par la grâce et l’éloquence mathématique du projet de Léonard, il convainquit l’Administration de la Voirie Publique norvégienne d’entreprendre la construction du pont.
Bien que le pont ait été initialement imaginé en pierre par Léonard de Vinci, Vebjørn Sand (en) pensait que la géométrie du concept (l’arc étiré, les courbes paraboliques et les principes de l’arche de la clé de voûte) pourrait être exprimée plus visiblement par le bois. Il dessina donc l’ouvrage en bois avec l’aide des Architectes Selberg. La société Reinhert Structural Engineers assura le génie civil et le pont fut entièrement construit en épicéa norvégien lamellé-collé en 2001 à Ås, près d'Oslo. 
Réalisé à une plus petite échelle que celle du projet initial de Léonard, il enjambe l'autoroute E18 et sert de passerelle pour les piétons et les cyclistes.
À la suite de cette réalisation, Vebjørn Sand (en) lança le projet "d'un pont Léonard sur chaque continent" et, pour promouvoir le « LIVE ICE Project », plusieurs conceptions en glace furent réalisées (en 2005 dans l'antarctique, en 2007 à New-York, en 2009 au Groenland et à Copenhague).
En mai 2006, le gouvernement turc et le maire d'Istanbul ont annoncé leur intention de ressusciter le projet de pont de Léonard de Vinci au-dessus de la Corne d'Or.